# Verkeerstuin (Utrecht)

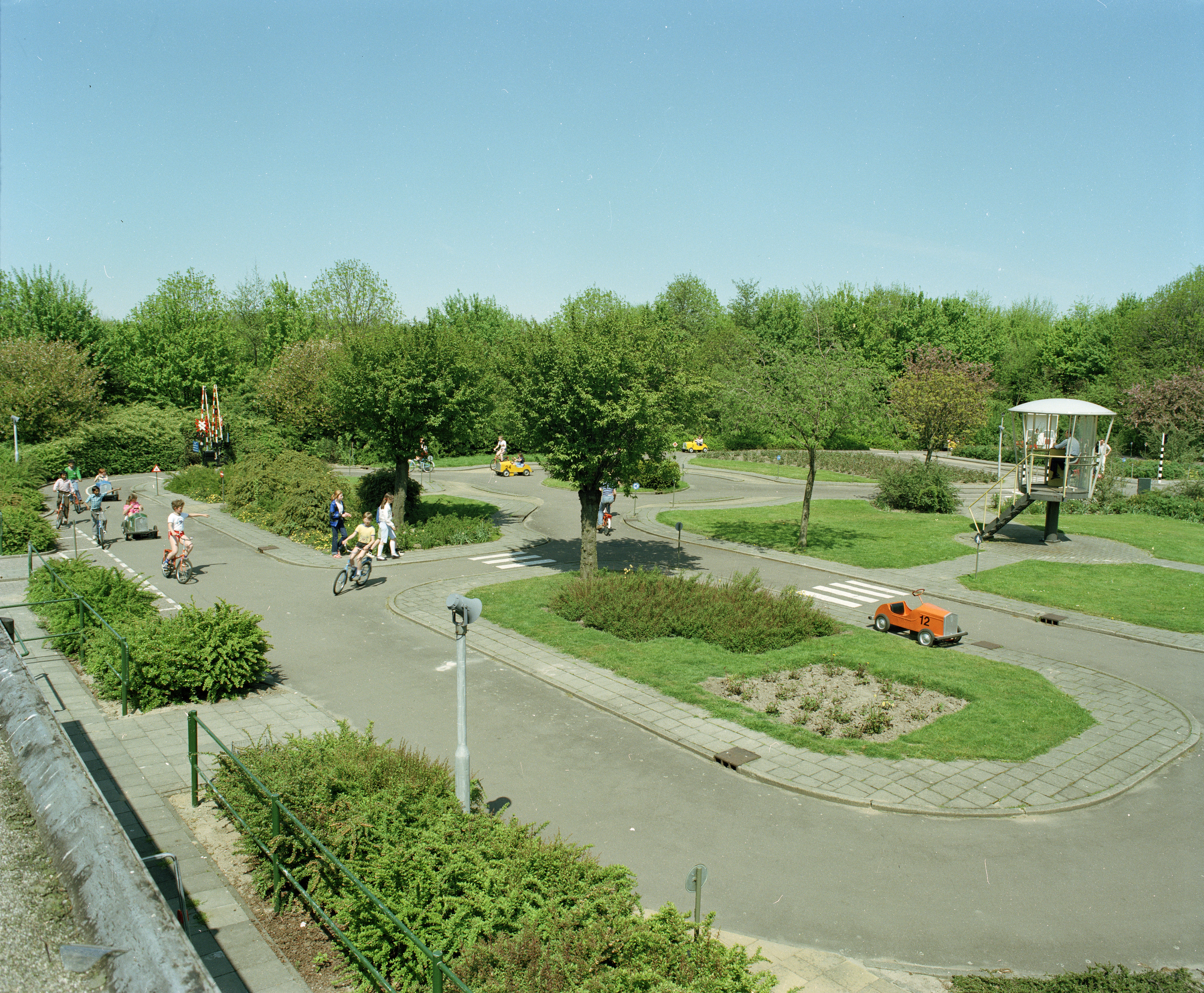
De Verkeerstuin in 1982

De Verkeerstuin is een gebied in Park Transwijk in Utrecht waar kinderen in een gecontroleerde omgeving actief kennis kunnen maken met diverse verkeerssituaties.
De verkeerstuin is in 1963 aangelegd mede dankzij een financiële bijdrage van Esso. Sindsdien werd het gebruikt voor kinderen uit de stad en regio Utrecht. In Park Transwijk is voor de Verkeerstuin een zes kilometer lang parcours aanwezig. Centraal in het parcours bevinden zich onder meer verkeerslichten, verkeersborden, een rotonde en een spoorwegovergang. De opzet was dat kinderen voornamelijk met de fiets, lopend of een trapauto over het parcours veilig wegwijs werden gemaakt door middel van nagebootste verkeerssituaties. De objecten in de verkeerstuin zijn vaak een derde van de ware grootte. Er was een politiemedewerker aanwezig die het praktische deel coördineerde en daarbij een klein deel theorie gaf. In 2012 maakten bijna 7000 kinderen gebruik van de Verkeerstuin. Schoolkinderen uit de hoogste groepen van het basisonderwijs konden vanuit de Verkeerstuin ook fietsexamens afleggen. 
In oktober 2015 sloot de Verkeerstuin, ongeveer een jaar later is de verkeerstuin heropend. Vanaf dat moment richt de verkeerstuin zich op kinderen vanaf 3 jaar. Er worden onder meer praktische en theoretische verkeerslessen aan scholen gegeven. Ook biedt de Verkeerstuin verkeerslessen aan blinden en slechtzienden en scootmobiellessen.